# Trichodonia parva
Trichodonia parva – gatunek chrząszcza z rodziny kusakowatych i podrodziny Aleocharinae.
Gatunek ten został opisany w 1950 roku przez Malcolma Camerona, który jako miejsce typowe wskazał wulkan Nyamuragira w Parc National Albert. W 1982 roku D. Kistner i H. R. Jacobson dokonali redeskrypcji gatunku i zsynonimizowali z nim gatunek Trichodonia angusta.
Owad myrmekofilny, związany z mrówkami z podrodzaju Dorylus (Anomma).
Chrząszcz afrotropikalny, znany z Demokratycznej Republiki Konga, Ghany, Zambii, Wybrzeża Kości Słoniowej i Nigerii.